# Albert Margai
Albert Michael Margai (10 octobre 1910 - 18 décembre 1980) est un homme politique sierraléonais. Il fut le deuxième Premier ministre de la Sierra Leone, et il est le demi-frère de Milton Margaï, le premier Premier ministre du pays. Il est également le père de l'homme politique Charles Margai (en).

## Jeunesse
Albert Margai est né à Gbangbatoke, chefferie de Banta, dans l'actuel district de Moyamba (en), à Freetown. Son beau-père, M.E.S Margai, qui lui a donné le nom de famille Margai, était un riche commerçant de Bonthe. Margai a reçu une éducation catholique romaine à l'école primaire St. Edward et fit partie de l'un des premiers groupes d'élèves à fréquenter l'école secondaire St. Edward.
Margai devint un infirmier agréé et il exerça de 1931 à 1944. Il voyagea ensuite en Angleterre et lu le droit à l'Inner Temple, une des inns of Court de Londres, des écoles de formation d'avocat-plaideur, dont il sortit qualifié en 1948. Avant de se lancer en politique, il possédait un cabinet de droit privé à Freetown.

## Carrière politique

### Époque coloniale
Margai a été élu d'abord membre du Protectorat au Conseil législatif en 1951. En 1952, il devint ministre du Cabinet et le premier ministre de l'Éducation de la Sierra Leone. En 1957, il fut élu député de la circonscription de Moyamba.
Il a été ministre des Finances dans le gouvernement de Milton après 1962, où il a également occupé des postes alternativement dans l'éducation, l'agriculture et les ressources naturelles. Après la mort de son frère, Sir Albert a servi de 1964 à 1967.

#### Parti national de la Sierra Leone
Margai était un membre fondateur du Parti national de la Sierra Leone, qui a été fondé en 1949 pour défendre et aider à la transition vers l'indépendance du pays.

#### Parti populaire de la Sierra Leone
Cependant, dans les années qui ont précédé l'indépendance, Margai était plus étroitement allié à Siaka Stevens qu'à son frère Milton. Il prit la direction du Parti du peuple de Sierra Leone (SLPP) en 1957, mais en démissionna pour fonder le Parti national du peuple avec Stevens. Un point majeur de discorde entre les deux groupes concernait le degré d'implication des chefs traditionnels et des règles traditionnelles dans un État moderne. En fait, Margai demanda ouvertement  aux chefs traditionnels de rester en dehors de la politique. Il était l'un des nombreux dirigeants africains (Kwame Nkrumah au Ghana et Milton Obote en Ouganda en sont d'autres exemples) qui  tentèrent de supprimer le système de gouvernance démocratique inscrit dans la démocratie multipartite car il pensait que cela encouragerait les politiciens à accentuer les différences ethniques au sein de l'État et menaçait par conséquent la viabilité de la Sierra Leone en tant que pays.

### Indépendance
La colonie et le protectorat de la Couronne de la Sierra Leone obtinrent l'indépendance politique le 27 avril 1961. Le frère d'Albert, Sir Milton Margaï, fut nommé premier Premier ministre de la Sierra Leone. À l'époque, Albert était député de Moyamba.

#### Ministre des Finances
Margai a été nommé ministre des Finances en 1962. Il changea la monnaie de la Sierra Leone de la Livre sterling à la «leone», une monnaie décimale légale équivalant à peu près à une demi-livre sterling à l'époque. Il fonda également la Banque de Sierra Leone et en fit la banque nationale.

### Premier ministre et image publique
Albert margai fut nommé Premier ministre le 29 avril 1964.
Il fut fortement critiqué pendant son mandat. Il avait un penchant pour l'apparat extravagant et était accusé de corruption et d'une politique favorisant la tribu Mendé. Le premier ministre, enclin aux crises de colère, était surnommé « Akpata », un mot mende signifiant « notre gros homme sauvage ». Margai était également surnommé « Big Albert » et « African Albert ».
Margai s'est efforcé de faire passer la Sierra Leone d'une démocratie à un État à parti unique.

#### Élections de 1967
Jusqu'aux élections générales de 1967 (en), la Sierra Leone était un État démocratique et postcolonial exemplaire. Cependant, les stratégies de campagne de Margai allaient modifier à jamais cette tendance. Il s'opposait à toute candidature de l'opposition se présentant contre des candidats de son propre parti. Margai refusa de répondre dignement aux accusations de corruption. Des émeutes éclatèrent dans toute la Sierra Leone et le gouvernement dût déclarer l'état d'urgence.

#### Coup d'État
L'adversaire politique de Margai, Siaka Stevens, obtint une courte majorité parlementaire et il prêta serment comme  troisième Premier ministre de la Sierra Leone devant le gouverneur général Sir Henry Lightfoot Boston. L'ami et l'allié de Margai, le brigadier David Lansana, qui était alors commandant des forces armées de la Sierra Leone, arrêta Stevens et Lightfoot Boston. Il déclara la loi martiale, rejeta les résultats des élections et se proclama gouverneur général par intérim.

#### Contre-coup d'État
En avril 1968, un groupe de sous-officiers organisa un contre-coup d'État pour tenter de rétablir le processus démocratique en Sierra Leone. Ce qui sera appelé le coup d'État de Sargents était dirigé par le lieutenant-colonel Ambrose Patrick Genda que Margai avait renvoyé en 1967. Huit officiers formèrent le Conseil national de la réforme et élurent le brigadier John Bangura au poste de gouverneur général par intérim. Démocrate convaincu, Bangura rétablit Siaka Stevens à son poste de Premier ministre parce qu'il avait remporté les élections.
Retourné à la vie civile, Margai avertit : « Si le gouvernement Stevens ne fait pas quelque chose pour élever la vie des démunis, des pauvres, ils se lèveront un jour pour exiger aux nantis, aux riches, leur propre part de l'économie. »

## Mort
Le 18 décembre 1980, Margai mourut à 70 ans, dans son sommeil. Il laissait un fils, l'homme politique Charles Margai (en), né en 1945, qui sera plus tard, procureur général puis ministre de la Justice de la Sierra Leone.